# Khâemouaset (chef des charpentiers du roi)
Pour les articles homonymes, voir Khâemouaset.
Khâemouaset est un simple chef des charpentiers du roi, qui reçut le privilège de se faire aménager un véritable caveau familial au pied du plateau des pyramides, livrant de précieuses informations généalogiques : sa femme nommée Ourel et ses deux fils Neferptah et Ptahemouia ainsi que son petit-fils, également appelé Khâemouaset, scribe.
Au cours de ses fouilles du Kafr el-Batran au pied de la nécropole de Gizeh, Gaston Maspero met au jour des tombes du Nouvel Empire dont celle découverte par Luigi Vassalli en 1870 et probablement détruite dans les années 1880, d'un personnage nommé Khâemouaset, tombe qu'on attribua aussitôt au célèbre prince Khâemouaset, fils de Ramsès II. C'est pourquoi dès lors, les ouvrages traitant du sujet n'évoquent pas de manière certaine la tombe de Saqqarah comme étant celle du grand prêtre et font le plus souvent référence à cette découverte faite à proximité de la Grande Pyramide. Cependant la relative modestie de ce tombeau, bien qu'une partie de ses reliefs soient de haute qualité, et sa datation indiquent plutôt une sépulture de la XVIIIe dynastie.
Parmi les sept reliefs appartenant à la tombe de Khâemouaset et sa famille, actuellement au Musée du Caire, seuls quatre sont mentionnés par Gaston Maspero dans son Guide du visiteur au Musée de Boulaq paru en 1883.

Un huitième relief, stocké dans les réserves du Musée du Caire, représente Khâemouaset, à genoux, recevant et portant à sa bouche l'eau versée par Hathor, la déesse du sycomore avec le texte : 

« Chapitre de boire l'eau dans la nécropole. Paroles dites par l'Osiris, chef des charpentiers du roi, Khâemouaset. Il dit : « c'est moi qui sort avec le flot, à qui a été donnée l'inondation, afin qu'il puisse en disposer en tant que Nil ». »

De chaque côté du sycomore, il y a le Ba de Khâemouaset avec l'inscription « L'Osiris, chef des charpentiers du roi, Khâemouas », ainsi que celui de son épouse Ourel surmonté de l'inscription « Sa sœur, la maîtresse de maison, Ourel ».

## Description des reliefs
- EMC TR 1.7.24.3 : Une frise en haut, en dessous de laquelle se trouve une représentation de Khâemouaset agenouillé, recevant de l'eau de la déesse du sycomore ; en bas, représentations debout du fils de Khâemouaset et de sa femme, les bras levés en adoration.

- EMC TR 1.7.24.6 : Une frise en haut, en dessous de laquelle il y a une représentation d'Ourel, recevant de l'eau de la déesse du sycomore. Sous l'arbre se trouve un oiseau à tête humaine, représentant le ba de son fils Neferptah.

- EMC TR 3.7.24.1 : Une frise en haut ; en bas, banquet funéraire, avec Khâmeouaset et Ourel assis devant une table.

- EMC TR 10.6.24.12 : Scène funéraire : à gauche, momie représentée debout de Neferptah, avec Anubis à tête de chacal derrière lui et deux femmes agenouillées devant ; au centre, trois hommes prêtres exécutant des rites funéraires.

- EMC TR 12.6.24.20 : Scène funéraire, montrant une momie sur une barque transportée par des prêtres. Devant la barque, une figure agenouillée de Ourel, les bras levés en supplication ; derrière elle, une rangée de femmes en deuil. En bas à gauche, quatre hommes, dont trois « scribes du trésor du Seigneur des Deux Terres » (sS pr-HD n nb tAwy) : Ouserhat, Teti et Pakhered.

- EMC TR 27.6.24.9 : À gauche, Osiris assis dans une barque, avec les quatre fils d'Horus debout sur un lotus ; devant Osiris se trouve Khâemouaset, debout tenant deux bouquets de fleurs de lotus.

- EMC TR 27.6.24.11 : À gauche, Isis agenouillée ; derrière elle, Anubis (en chacal), avec Khâemouaset et son fils Neferptah agenouillés, les bras levés en adoration, avec un bouquet de fleurs de lotus.